# Minaccia dalla Terra
Minaccia dalla Terra (The Menace from Earth) è un racconto di fantascienza del 1957 dello scrittore statunitense Robert A. Heinlein.
È una delle storie di Heinlein scritte dal punto di vista del suo tipico personaggio femminile forte, indipendente e capace (per quel periodo).
Contrasta fortemente con le tradizionali storie sul romanticismo adolescenziale descrivendo realisticamente i dettagli della vita quotidiana di un colono sulla Luna.
Fa parte del ciclo della Storia futura.

## Storia editoriale
The Menace from Earth è stato scritto nel giugno 1956 e pubblicato per la prima volta sul numero dell'agosto 1957 di The Magazine of Fantasy and Science Fiction, in seguito è stato incluso nelle raccolte di opere di Heinlein The Menace From Earth pubblicata nel 1959 e The Past Through Tomorrow del 1967.
Per quest'ultima edizione Heinlein ha apportato molte lievi modifiche alle opere del ciclo della Storia futura per aggiornarle e migliorarne la coerenza interna; su questa versione dei testi è basata la traduzione in italiano di Giuseppe Lippi, pubblicata dalla Mondadori nel 1988 e nel 1999 nell'antologia La storia futura.

## Trama
In un futuro prossimo la Luna è abitata da coloni che vivono in città sotterranee.
La "minaccia" del titolo è una bella turista in visita alla colonia lunare alla quale viene assegnata come guida Holly, una ragazza di 15 anni, aspirante progettista di navi stellari, che è l'io narrante della storia.
Il suo migliore amico Jeff sviluppa una cotta per Ariel, la visitatrice "terricola" e poiché Jeff trascorre il suo tempo con Ariel Holly diventa gelosa e comincia a dubitare della sua amicizia.
Vivendo sulla Luna in una città sotterranea, l'hobby di Holly e Jeff è volare con ali finte in una grande caverna,
ciò è possibile perché la gravità è un sesto di quella terrestre e la pressione dell'aria nella caverna viene mantenuta sufficientemente alta.
Ariel vuole provare il volo e Holly, per non sembrare gelosa, accetta di insegnarle.
Tuttavia, durante il suo primo volo, Ariel perde il controllo a grande altezza precipitando verso il suolo, 
Holly scende in picchiata sotto di lei e le salva la vita, rompendosi entrambe le braccia per ammortizzare la caduta.
Successivamente in ospedale Ariel spiega delicatamente ad Holly di non essere interessata a Jeff, poiché ha il doppio della sua età.
Inoltre, Jeff è innamorato di Holly, infatti dopo l'incidente si è precipitato, scavalcando e ignorando Ariel, per cullare l'inconscia Holly tra le braccia.
Ariel, con molto tatto, esce quando arriva Jeff che, dopo alcune battute imbarazzate, bacia Holly per la prima volta.

## Collegamenti con altre opere dell'autore
Il racconto è ambientato nella colonia lunare la cui storia è raccontata da Heinlein nelle opere del ciclo della Storia futura a cominciare dalla prima spedizione sulla luna in L'uomo che vendette la Luna.
Anche i dettaglia della colonia sono descritti in varie opere del ciclo, in particolare ne La Luna è una severa maestra.
Holly è anche uno dei tanti personaggi di Heinlein citati ne Il numero della bestia.

### Edizioni
- Robert A. Heinlein, Minaccia dalla Terra, in La storia futura (antologia), collana Urania Classici, traduzione di Giuseppe Lippi, vol. 3, n. 264, Mondadori, marzo 1999,  pp. 142-173, ISSN 1120-4966 (WC · ACNP).

### Fonti critiche
- (EN) James Daniel Gifford, The New Heinlein Opus List, in Robert A. Heinlein: A Reader's Companion (PDF), Nitrosyncretic Press, 2000, ISBN 978-0-9679874-1-5. URL consultato il 25 settembre 2015.
- Giuseppe Lippi, Nota, in La storia futura (antologia), collana Urania Classici, vol. 1, n. 241, Mondadori, aprile 1997,  p. 14, ISSN 1120-4966 (WC · ACNP).
«Le traduzioni sono state rifatte appositamente, con l'eccezione di L'uomo che vendette la luna e Requiem che erano già apparsi a cura di Lia Volpatti e Paola Francioli.»